# Championnats du monde de paratriathlon 2014
Navigation
Édition suivante
Les championnats du monde de paratriathlon 2014 se sont déroulés le 30 août 2014 à Edmonton, l'épreuve faisant partie du programme de la grande finale des séries mondiales de triathlon qui se sont déroulés  du 29 août au 1er septembre. Les paratriathlètes s'affrontent sur la distance sprint (750 m de natation, 20 km de vélo et 10 km de course à pied) selon une nouvelle catégorisation spécifique à leurs handicaps, de PT1 à PT5 mise en œuvre cette année. Chaque catégorie décernant le titre de champion du monde de paratriathlon correspondant, après une épreuve mixte et un classement différencié des paratriathlètes féminins et masculins.

## Palmarès
Tableaux des podiums du championnat 2014.
| Médaille           | PT1            | PT2              | PT3             | PT4                | PT5              |
| ------------------ | -------------- | ---------------- | --------------- | ------------------ | ---------------- |
| Médaille d'or      | Krige Schabort | Vasily Egorov    | Lionel Hiffler  | Martin Schulz      | Aaron Scheidies  |
| Médaille d'argent  | Phil Hogg      | Michele Ferrarin | Oliver Dreier   | Stefan Daniel      | Vasyl Zakrevskyi |
| Médaille de bronze | Geert Schipper | Stéphane Bahier  | Alessio Borgato | Christopher Hammer | Lazar Filipović  |

| Médaille           | PT1             | PT2               | PT3                  | PT4              | PT5              |
| ------------------ | --------------- | ----------------- | -------------------- | ---------------- | ---------------- |
| Médaille d'or      | Kendall Gretsch | Nora Hansel       | Sally Pilbeam        | Lauren Steadman  | Alison Patrick   |
| Médaille d'argent  | Jane Egan       | Hailey Danisewicz | Saskia Van Den Ouden | Faye McClelland  | Melissa Reid     |
| Médaille de bronze | Rita Cuccuru    | Élise Marc        | Sarah Pearson        | Clare Cunningham | Susana Rodríguez |